# سوکوت
سوکُّوت (به عبری: סוכות) یا جشن آلونک‌ها بنابر روایت کتاب مقدس، پانزدهم ماه عبری تیشری هرسال آغاز جشن یهودیان است. کلمهٔ سوکوت جمع کلمهٔ عبری «سوکا» به معنی آلونک و اتاقک کشاورزان است. سوکا جشنی است به مناسبت خروج بنی اسرائیل از مصر، به معنای بیرون آمدن از خانه بندگی به اتاقک و آلونگ آزادی است. البته خروج از مصر در ۱۵ ماه نیسان (جشن پسح) بوده ولی به یهودیان دستور داده شده که سوکوت در ماه تیشری اجرا گردد.
جشن آلونک‌ها ۵ روز پس‌از روزهٔ بزرگ یهودیان یا یوم کیپور آغاز می‌شود که هفت روز ادامه دارد.

## ریشه‌شناسی
برابر نظر بیشتر مفسران تورات، منظور از آلونک (سوکا) در بیابان، ابرهای ویژه‌ای بودند که به‌طور معجزه‌وار مردم را در بیابان از اطراف احاطه کرده و آنها را از هر گونه گزند و آسیب طبیعی محافظت می‌کردند؛ بنابراین سکونت در سوکا، یادآوری معجزه خداوند در خارج ساختن عبرانیان از مصر و محافظت از آنها در مدت چهل سال اقامت در بیابان است.
برگزاری جشن سایه‌بان‌ها به یادگار چهل سالی است که یهودیان پس از خروج از مصر به‌طور مداوم در حرکت بودند. عید سوکوت علاوه بر معنی و خصوصیت اصلی‌اش به عنوان یک عید یهودی، دارای یک جنبهٔ جهانی هم می‌باشد. این جشنی است که در آن یهودیان پیام مخصوصی برای افراد بشر می‌فرستند و در آن هسته‌ای از اعتقاد به ماشیح موعود (ناجی جهان) دارد. یکی از مظاهر این طرز تفکر قربانی کردن ۷۰ گاو نر در ۷ روز جشن بود. این گاوها را برای سلامتی ۷۰ ملل جهان قربانی می‌نمودند. این عمل، همبستگی یهودیان را با تمام ملل جهان نشان می‌دهد.
یکی دیگر از فلسفه‌های ساختن سوکا، با توجه به وضعیت خاص سقف آن بیان می‌شود. سقف آلونک از جنس حصیر یا شاخ و برگ درختان است، به طوری که باران به آسانی داخل آن می‌شود. کسی که در سوکا ساکن است، از یک سو به وضعیت افرادی که سر پناه مناسبی برای خود ندارند، آگاه می‌شود و احساس همدردی بیشتری با مستمندان می‌کند و از سوی دیگر، به فرمان خداوند، خانه مستحکم و راحت خود را ترک کرده، در محلی که به ظاهر سقف محکمی ندارد، ساکن شده‌است. وی در این حالت، توکل و ایمان خود را به خداوند تقویت کرده، اعلام می‌کند که به فرمان خالقش حاضر است حتی مکان راحت خود را ترک کرده و به محل مورد نظر او - گرچه دارای امکانات کمتری است - برود و امید خواهد داشت که خداوند او را در هر وضعیتی- مانند اجدادش در بیابان سینای - حفظ می‌کند.

## جشن جمع‌آوری محصول
نام دیگر سوکوت «حگ هاآسیف» به معنی جشن جمع‌آوری محصول است. جشن آلونک‌ها در ایام جمع‌آوری محصول برگزار می‌شود. جشن شاووعوت (اعطاء تورات) اولین برداشت حاصل است، حاصلی که در بهار کاشته شده‌است. سوکوت هم جشن جمع‌آوری محصول در پاییز است. در این عید پدران ما به خانه خدا در اورشلیم می‌رفتند تا از خداوند از حاصل زمینی که به آنها داده، شکرگزاری نمایند.
چون این جشن، جنبه کشاورزی دارد، پس از جمع‌آوری محصول به پاس آنچه «نعمت‌های بیکرانی که خداوند به ما داده» نامیده می‌شود، چهار نوع از محصولات زمین که عبارت‌اند از ترنج، شاخه درخت خرما، شاخه درخت مورد و شاخه درخت بید را در دست گرفته و دعای ویژه‌ای می‌خوانند. علمای یهود بکار بردن این چهار نوع محصول را در نماز جشن سوکوت به دو صورت توجیه می‌کنند
توجیه اول: ترنج به شکل قلب است، شاخه درخت خرما شبیه ستون فقرات انسان، برگ مورد به شکل چشم و برگ بید به شکل لب می‌باشد. با دعایی که خوانده می‌شود، خدا خواسته می‌شود که همواره بتوان با عقل سلیم و ایمان کامل، آن اعضا را تحت اختیار خود بگیرند.
توجیه دوم: مردم دنیا چهار نوع هستند:
1. کسانی که ایمان کامل و رفتار سالم دارند. «ترنج» طعم خوب و بوی مطبوعی دارد. پس شبیه گروه اول انسان‌هاست.
2. کسانی که تحصیلات و اطلاعات کامل دارند ولی مراسم مذهبی را به جا نمی‌آورند. «شاخه درخت خرما» میوه خوبی دارد ولی معطر نیست. پس شبیه گروه دوم است.
3. کسانی که اطلاعات و معلومات مذهبی کاملی ندارند ولی اعمال و رفتارشان خوب و شایسته‌است. «شاخه مورد» میوه ندارد ولی بوی آن مطبوع است. پس نماینده گروه سوم انسان‌ها می‌باشد.
4. کسانی که معلومات مذهبی ندارند و رفتارشان هم خوب نیست. «شاخه درخت بید» میوه ندارد و بوی مطبوعی هم از آن استشمام نمی‌شود، بنابراین نماینده گروه چهارم انسان‌هاست.

پس این چهار نوع محصول زمین، چهار گروه از مردم را که در هر جامعه‌ای وجود دارند نمایش می‌دهد. انسان‌هایی که در جامعه زندگی می‌کنند در برابر همدیگر مسئول هستند زیرا اعمال و رفتارشان و ایمانشان در سرنوشت افراد دیگر جامعه مؤثر است. هر کدام از این افراد معلومات و رفتارهای مختلفی دارند و روی هم جامعه را تشکیل می‌دهند. با جمع آوردن این چند نوع گیاه در یک بسته، صفات نیکو یعنی اتحاد و همبستگی و همکاری در میان گروه‌های مختلف جامعه، حتی آنهایی که علم یا عمل مناسب مذهبی نیز ندارند، نمایش داده می‌شود.

## جشن تورات
روز بعد از آخرین روز جشن آلونک‌ها، سیمحاط تورا یعنی شادمانی تورات می‌باشد. سیمحاط تورا به فراخور به انجام رسیدن خوانش پنج جلد تورات در عرض یک سال برگزار می‌شود. در همان روز اولین فصل از جلد تورات قرائت می‌شود.

## جُستارهای وابسته
- شالوش رگالیم